# Sigurd Tanggaard
Sigurd Frederik Tanggaard (født 16. september 1890 i Odense, død 9. september 1974 i Køge) var en dansk arkitekt, der står bag flere markante boligbyggerier i København og på Frederiksberg.
Tanggaard voksede op i Odense som søn af en malermester og blev uddannet murersvend i 1911 med efterfølgende skoleforløb på Odense Tekniske Skole i 1912. Han blev optaget på Kunstakademiets Arkitektskole i København i 1917 og afgik herfra i 1927. Fra 1912 til 1936 arbejdede han på Rolf Schroeders tegnestue og blev derefter selvstændig med egen tegnestue. 
Det er for sine funktionalistiske ejendomskomplekser under og efter 2. verdenskrig, at Sigurd Tanggaard satte sit aftryk på det københavnske og frederiksbergske bybillede. Størst er Godthåbs Have (med adressen Aksel Møllers Have) på Frederiksberg med 333 boliger (1942-1946), der blandt andet er karakteriseret ved sin granitinddækning af trappeopgangene og sine karakteristiske fremhævede altaner ud mod parken. Særligt brugen af granit går igen i andre byggerier.
Af andre byggerier på Frederiksberg stod han også bag Bomhoffs Have (1946-1947), rækkehusene Ved Fuglebakken (Mathilde Fibigers Vej 2-20, sammen med Jens Busk, 1953-1954), Thorsgård på Julius Valentiners Vej 1-15 og Peter Bangs Vej 80-92 (1940) samt nogle længehuse sammen med Jens Busk på Einer-Jensens Vænge 2-96. Både vej og huse er i dag fortid; på arealet ligger i dag skuespillerkvarteret tæt ved Flintholm Station.. I København har han tegnet bebyggelsen Hollændervænget på Amager (1940, sammen med Hans Dahlerup Berthelsen) samt i Søborg bebyggelsen Søborggård (Søborg Hovedgade 40-48, 1940). 
Sigurd Tanggaard blev i 1926 tildelt K.A. Larssens og Hustru L.M. Larssens født Thodbergs Legat.